# شهادة التعليم العالي
شهادة التعليم العالي هي مؤهل عالٍ في المملكة المتحدة.
تُمنح تلك الشهادة بعد سنة واحدة من الدراسة بدوام كامل أو ما يعادلها في جامعة أو غيرها من مؤسسات التعليم العالي، أو سنتين من الدراسة بدوام جزئي. تُعتبر شهادة التعليم العالي جائزة تعليم ثالثي، وهي جائزة في حد ذاتها حيث يمكن للطلاب الدراسة للحصول على شهادة التعليم العالي في مختلف التخصصات الأكاديمية. كما تعتبر شهادة التعليم العالي المعادل الأكاديمي للشهادة الوطنية العليا، التي تُمنح بعد المزيد من الدورات التدريبية والتعليمية، وهو ما يعادل مستوى المؤهل الدراسي الرابع.
في اسكتلندا، يتطلب للحصول على شهادة التعليم العالي 120 ساعة معتمدة في المستوى السابع من الإطار الإسكتلندي للشاعات المعتمدة والمؤهلات.
لا تعتبر شهادة التعليم العالي شهادة عالمية، ولكنها معتمدة من قبل الجامعة نفسها.
عند الانتهاء، يُسمح للطلاب باستخدام لقب الحاصل على مؤهل التعليم العالي بعد اسمهم، وفي بعض الأحيان يتبعه اسم الدورة بين قوسين والجامعة التي حصلوا منها على المؤهل.
في بعض الأحيان، يمكن لشهادة التعليم العالي إعفاء الحائز من بعض متطلبات درجة البكالوريوس. فعلى سبيل المثال، قد تقلل من مدة الدراسة أو عدد الدورات اللازمة لإكمال المؤهل وتخفيض السنوات الدراسية المطلوبة ما بين 1 - 2 سنوات.